# 그란비아

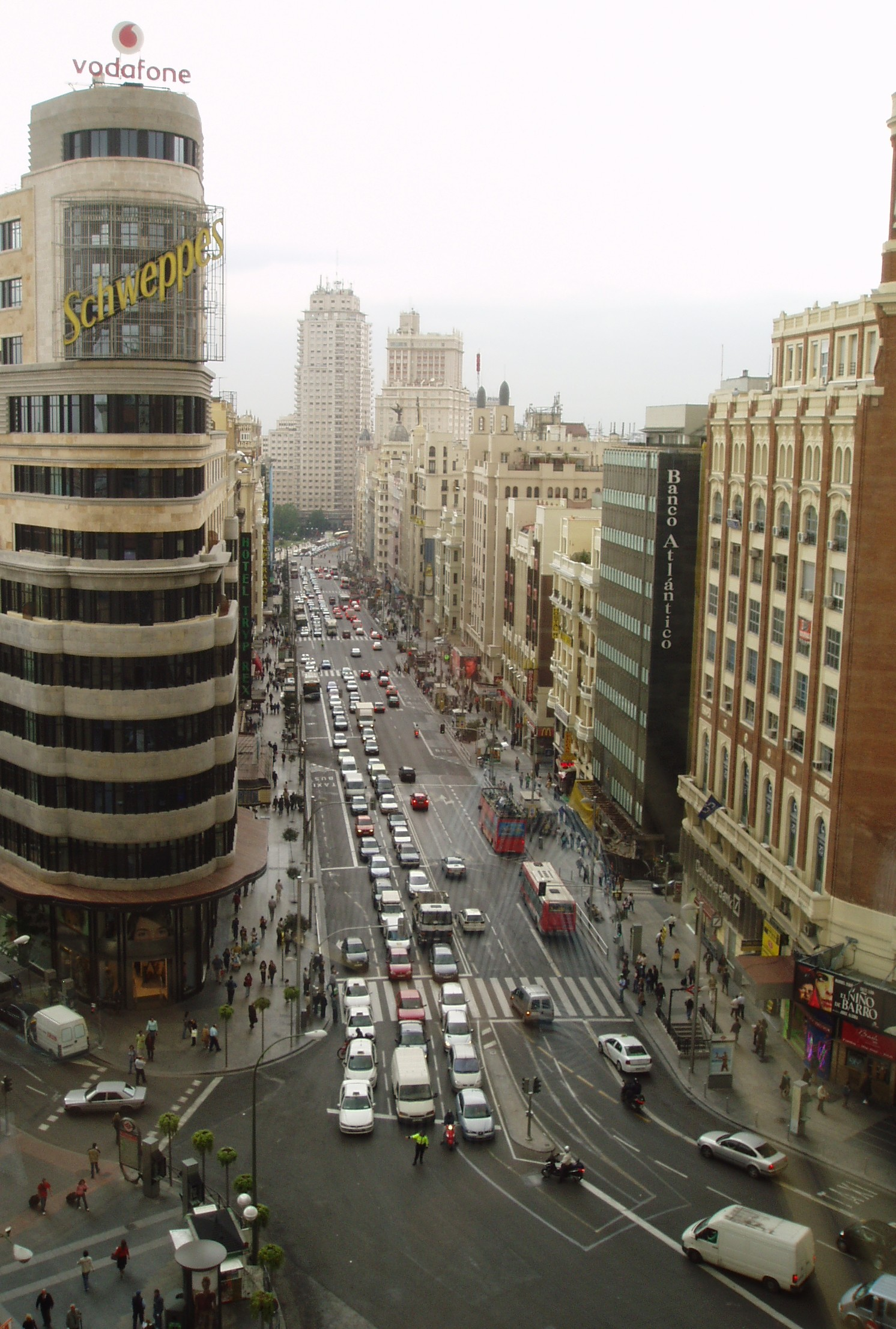
그란비아

그란비아(스페인어: Gran Vía)는 스페인 마드리드 중심에 위치한 쇼핑가이다.